# Vía Sagrada (Delfos)

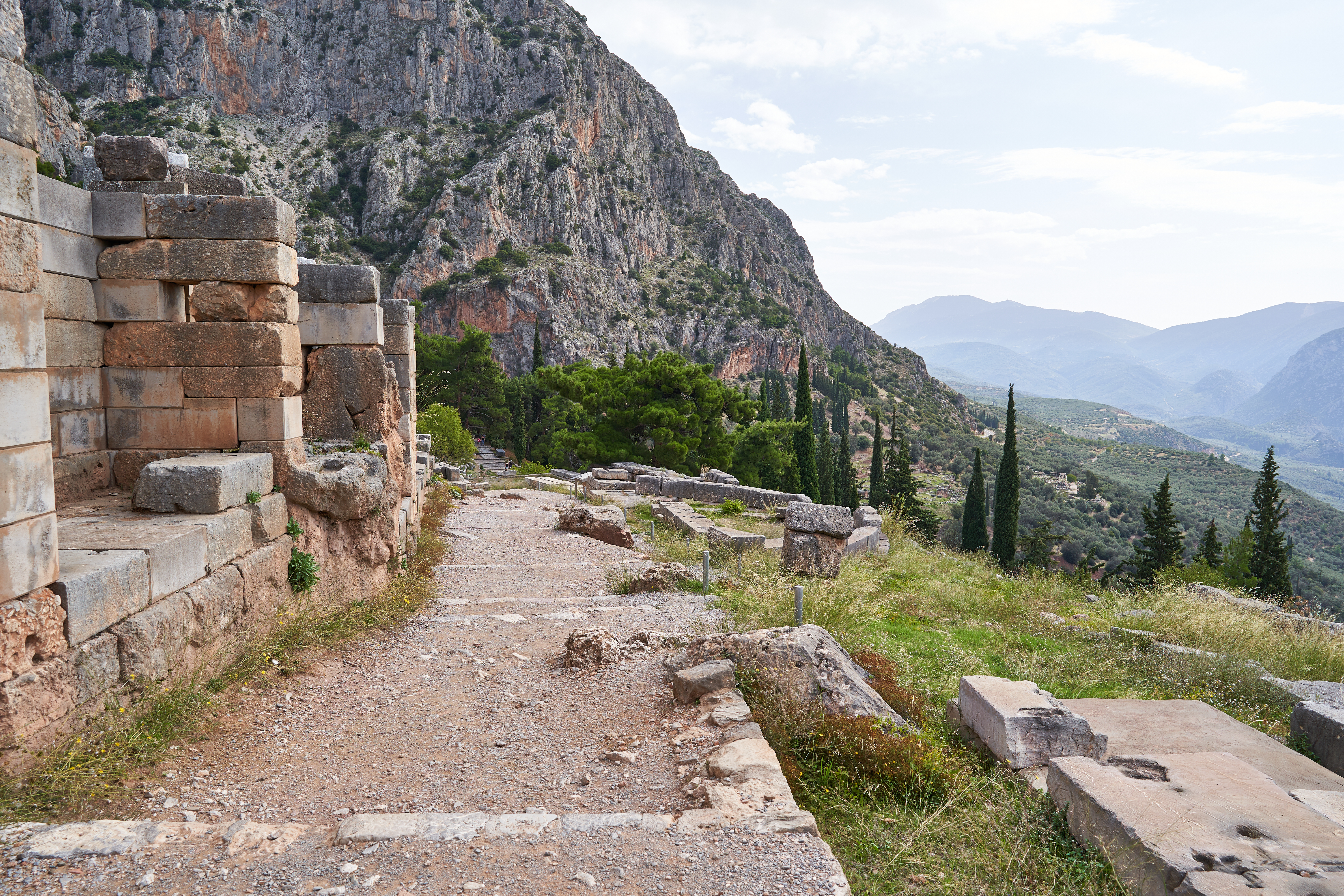
Vía Sagrada de Delfos en la actualidad.

La Vía Sagrada (en griego antiguo: Ἱερὰ ὁδός, romanizado: Hiera hodos) era la primera vía  griega antigua en Delfos en el santuario de Apolo. Iba desde la Fuente Castalia y la entrada al muro del temenos hasta el Templo de Apolo  y su altar.

## Historia
El trazado puede ser antiguo. Con la construcción de edificios a lo largo de él, su trazado se estableció como tarde en el periodo arcáico. En la actualidad, la calzada se encuentra en gran parte tal y como era en el período bizantino, cuando servía a la antigua aldea de Kastri, construida en el emplazamiento de Delfos. Hoy en día, el camino ha sido restaurado para el uso de los muchos turistas que visitan el sitio, que todavía siguen la misma ruta antigua.
Permitía a los visitantes y peregrinos subir al templo, pero también desempeñaba un importante papel ritual en Delfos. En el Oráculo de Delfos se recibía a los querían consultar el oráculo siempre el noveno día del mes. Primero se purificaban en la Fuente de Castalia al principio del camino, ascendían por él, hacían sacrificios en el altar y luego podían hacer su pregunta al oráculo. Solo los ciudadanos de determinadas ciudades o personas importantes tenían derecho a la "promanteia", es decir, a saltarse la cola. Entre ellos se encontraban los quiotas, naxios y tebanos, y el rey macedonio Filipo II.

## Recorrido y edificios
La longitud de la vía sagrada era de unos 200 metros. Se extiende desde la entrada del temenos aproximadamente hacia el oeste, luego hace una curva cerrada justo antes del Tesoro de los atenienses, que ha sido reconstruido, antes de dirigirse hacia el noreste hasta el templo. El camino estaba flanqueado por un gran número de tesoros, estatuas y otros monumentos, que eran ofrendas votivas al santuario de varias ciudades-Estado, o conmemoraban acontecimientos significativos como victorias militares o deportivas. Pausanias dice que había 3000 estatuas en la zona del santuario. En concreto, había esculturas en la parte inferior de la calzada, cámaras del tesoro en la parte superior y columnas triunfales alrededor del altar al final de la calzada.